# Martin Behrend
Martin Eduard Theodor Behrend (* 31. Oktober 1865 in der Domäne Maternhof bei Königsberg (Preußen); † 5. August 1926 in Mannheim) war ein deutscher Wirtschaftswissenschaftler, Berater der japanischen Regierung und Rektor der Handelshochschule in Mannheim.

## Leben und beruflicher Werdegang
Martin Eduard Theodor Behrend wurde 1865 als Sohn von Johann Walter Behrend und Martha, geborene Kolscher, in der Domäne Maternhof bei Königsberg geboren. Die Schule besuchte er in Königsberg und Schwerin und beendete sie 1887 mit dem Abitur in Weimar. Von 1887 bis 1888 leistete er als Einjährig-Freiwilliger seinen Wehrdienst in Leipzig. Zur gleichen Zeit hatte er sich an der Universität Leipzig immatrikulieren lassen. Hier belegte er die Studienfächer Volkswirtschaftslehre und Staatswissenschaften. Nach Beendigung seines Wehrdienstes begann er noch in Göttingen eine Lehre als Buchhändler, die er aber dann zugunsten des Studiums abbrach. An die Ruprecht-Karls-Universität Heidelberg wechselte er 1889 und beendete hier sein Studium 1891 mit der Promotion zum Dr. phil. Das von ihm bearbeitete Thema lautete: „Die Verstaatlichung von Grund und Boden.“
Ein Arbeitsangebot beim Statistischen Büro des Königlichen Ministeriums des Innern in Dresden nahm Martin Behrend 1891 an. Wechselte dann im darauffolgenden Jahr zu der 1881 von Wilhelm Merton (1848–1916) gegründeten Metallgesellschaft in Frankfurt am Main. Die Geschäftsfelder waren im Bereich der Bergbauwirtschaft und des Rohstoffhandels in internationalen Märkten angesiedelt. Hier sammelte er erste berufliche Erfahrungen in der Handelstätigkeit.
Von Frankfurt am Main aus wechselte Martin Behrend 1895 als Sekretär in die Handels- und Gewerbekammer nach Zittau. Die in diesem Tätigkeitsprofil erforderlichen Erfahrungen im Bereich der Interessenvertretung regionaler Handelseinrichtungen und Gewerbeunternehmen eignete er sich recht schnell an. Im Jahre 1896 ging er dann nach Magdeburg zur Kaufmannschaft Magdeburg und wirkte hier als Geschäftsführer und Syndikus der Ältesten. Gemeinsam mit dem Präsidenten Otto Hubbe (1842–1904) setzte er sich vehement für die Umwandlung der Interessenvertretung Magdeburger Kaufleute in eine Handelskammer ein und wurde schließlich Syndikus der Magdeburger Handelskammer. Großen Anteil hatte er dann an dem 1899 gegründeten Verband Mitteldeutscher Handelskammern. Dabei galt sein besonderes Interesse der beruflichen Ausbildung des Nachwuchses. Er begleitete hier mehrere Funktionen in dem dafür zuständigen „Deutschen Verband für das kaufmännische Unterrichtswesen“ und erste Veröffentlichungen zu diesem Thema stammen aus seiner Feder. So die „Anleitung zur Gründung, Einrichtung und Leitung kaufmännischer Fortbildungsschulen“, erschienen 1899. Dann zwei Jahre später 1901 veröffentlichte er die Schrift „Das Interesse der deutschen Kaufmannschaft an der Fortführung der bewährten Handelspolitik“.
Mit Datum des 19. November 1899 heiratete Martin Behrend Edith Schmidt. Aus der Ehe gingen drei Töchter hervor: Ilse geb. 1900, Gisela geb. 1903 und Oda 1909–1907.
In diesem Zeitabschnitt war Martin Behrend auch als Stadtverordneter in Magdeburg kommunalpolitisch aktiv. So engagierte er sich für die Verbesserung der Verkehrsverhältnisse in der Stadt, im Bereich der Bewirtschaftung der Binnenwasserstraße Elbe und war an der Verbesserung mehrerer wichtiger Verkehrsvorhaben der Stadt beteiligt. Bereits 1905 hatte er gemeinsam mit Georg Gutsche die Studie „Handelsbräuche im Großhandel und Schifffahrtsverkehre Magdeburg“ herausgegeben. 1906 erschien die Arbeit „Magdeburger Großkaufleute“ von ihm und eine historisch angelegte Studie über „Die Corporation der Kaufmannschaft zu Magdeburg und der Handelskammer (1876–1906)“.
Auch in seinem Engagement für die verpflichtende kaufmännische Ausbildung des in den Handelsunternehmen tätigen Personals blieb er sich treu. Er förderte Berufsausbildung von jungen Menschen und kümmerte sich um notwendige Rahmenbedingungen in der kaufmännischen Fortbildung der Stadt. Dazu griff er das bereits um die Jahrhundertwende bearbeitete Thema nochmals auf und veröffentlichte 1907 ein Anleitungsmaterial zur „Gründung, Einrichtung und Verwaltung obligatorischer kaufmännischer Fortbildungsschulen“. Im Rahmen der Zusammenarbeit mit ihren Mitgliedern veranstaltete die Handelskammer Magdeburg im gleichen Jahr eine Themenreihe zu Fragen der Personalbildung. Hier eingebettet hielt Martin Behrend den Vortrag zur „Enquete über die weiblichen Handlungsangestellten Magdeburgs“.
Sehr folgerichtig ergab sich aus den bisherigen Aktivitäten von Martin Behrend in den Bereichen Berufsbildung  und regionales Verkehrswesen im Oktober 1909 seine Berufung als Ordentlicher Professor für Verkehrswissenschaften an die Städtische Handelshochschule Mannheim. In seinen Lehrveranstaltungen ab Wintersemester 1909/10 konnte er sich auf eine profunde Praxis, im Bereich der Wissenschaftsorganisation auf eigene Vorarbeiten aus den letzten 10 Jahren und auf Auseinandersetzungen mit den Anforderungen beruflicher Wissensvermittlung berufen. Sozusagen als Einstieg in das neue Verantwortungsfeld veröffentlichte er 1910 die Arbeit Die Handelshochschule Mannheim. 1911 erfolgte seine Wahl als hauptamtlicher Studiendirektor der Städt. Handelshochschule Mannheim für die nächsten drei Jahre. Sein Vorgänger als Studiendirektor war Sigmund Schott, der hauptamtlich Direktor des Statistischen Amtes der Stadt Mannheim war.
Am 2. Juli 1911 wurde die Handelshochschule als Anstalt des öffentlichen Rechts durch Großherzog Friedrich II. von Baden verstaatlicht und erhielt am 21. Juli eine neue Satzung. Die Tätigkeit von Behrend als Studiendirektor endete damit frühzeitig nach dem Wintersemester 1911/12. Nachfolger als erster Rektor der nunmehr staatlichen Wirtschaftshochschule Mannheim wurde Charles Glauser.
Behrend wurde 1913 Ehrenmitglied des Corps Rheno-Nicaria Mannheim.

## Sein Wirken in Japan
Auf Grund seiner Erfahrungen in der wissenschaftlichen Arbeit und seiner speziellen Kenntnisse zu Themen des Verkehrswesens und im Besonderen der Schifffahrt wurde Martin Behrend 1913 für einen Auslandseinsatz als Berater der japanischen Regierung im Bereich der südmandschurischen Eisenbahn ausgewählt. Hier war bereits 1911 beim japanischen Eisenbahnamt ein besonderes „Ostasiatisches Wirtschaftsforschungsbüro“ durch Prof. Karl Thiess (1879–1941) im Jahr 1908 gegründet und seinen Nachfolger Otto Wiedfeldt (1871–1926) ab 1911 weitergeführt worden. Beide hatten einen wichtigen Beitrag zur Entwicklung des japanischen Eisenbahnwesens vor Ort geleistet. Im Herbst 1913 löste Martin Behrend nun Otto Wiedfeldt ab, der am Ende seiner Vertragslaufzeit wieder nach Deutschland zurückkehrte.
Martin Behrend wohnte während seines Aufenthaltes in Tokyo im Stadtteil Azabu-ku und schloss sich unmittelbar nach seiner Ankunft der „Deutschen Gesellschaft für Natur- und Völkerkunde Ostasiens (OAG)“ an. Er verstand es in dieser Zeit die Arbeit im Forschungsbüro mit den Aktivitäten für die Deutsche Gesellschaft für Natur- und Völkerkunde Ostasiens gut miteinander zu verbinden. Dabei kam ihm noch zugute, dass er während seiner Dienstreisen in die verschiedenen japanischen Regionen auf das bestehende Netzwerk der OAG zurückgreifen konnte. Schwierig wurde die Situation dann 1914. Der bisherige Vorsitzende der OAG Rudolf Lehmann (1842–1914) war am 4. Februar 1914 verstorben, der bisherige Vize Carl Adolf Florenz (1865–1939) übernahm das Amt und Martin Behrend wurde als 2. Vorsitzender gewählt. Kurze Zeit darauf im April erhielt Karl Florenz einen Ruf an das Hamburger Kolonialamt und damit waren Neuwahlen erforderlich. Hier wurde Karl Behrend zum 1. Vorsitzenden der Deutschen Gesellschaft für Natur- und Völkerkunde Ostasiens gewählt.
Am 2. August 1914 hatte Japan, aus der Machtkonstellation der Zeit heraus, Deutschland den Krieg erklärt. Damit war die Aufforderung verbunden, die diplomatischen Beziehungen zwischen Japan und Deutschland einzustellen und die Deutschen Reservisten wurden aufgerufen, durch den Gouverneur von Kiautschou sich zum Kriegsdienst beim III. Seebataillon in Tsingtau zu melden. Der deutsche Botschafter in Tokyo Arthur Alexander Kaspar von Rex (1856–1926) hatte Martin Behrend geraten, wenn er nicht bei der Überfahrt ab Kobe in Gefangenschaft geraten wolle, vorerst Tokyo nicht zu verlassen. Deshalb blieb er, trotz der widrigen Bedingungen, versuchte seinen Vertrag mit der Ostasiatischen Wirtschaftsforschung nach besten Möglichkeiten zu erfüllen und den Aufgaben als Vorsitzender der OAG nachzukommen. War es doch unter diesen neuen Umständen äußerst wichtig, die noch weiter bestehende Gesellschaft als einen „geistigen und geselligen Mittelpunkt“ für die Deutschen und verblieben Freunde der Deutschen zu erhalten.
Die Erfüllung dieser Aufgaben konnten eigentlich unter diesen äußerst komplizierten Bedingungen kaum realisiert werden. Dazu kam auch noch, dass der begonnene Neubau des Gebäudes der OAG auf Grund ausbleibender Finanzierungen ins Stocken geriet. Das Maß an Schwierigkeiten war dann voll als im November 1914 die noch in der Belagerung von Tsingtau eingesetzten kaiserlichen Truppen von der japanischen kaiserlichen Armee zur Kapitulation gezwungen wurden und in Gefangenschaft gerieten. Deshalb begab sich Martin Behrend Ende 1914/Anfang 1915 auf eine sehr abenteuerliche Reise um nach Deutschland zu gelangen. Der erste Schritt gelang ihm, um in die USA zu kommen. Dort musste er mehrere Monate ausharren, nach einer günstigen Überfahrt nach Europa Ausschau zu halten. Auch diese Schiffsreise klappte dann und er kam bis in die Niederlande. Von dort war dann nur noch der Weg bis nach Hause zu bewältigen. Das Amt des Vorsitzenden der OAG behielt er bis 1916 formal in seiner Hand.

## Fortsetzung der beruflichen Entwicklung in Deutschland
In Deutschland angekommen wurde er der kaiserlichen Armee zugeteilt. Hier war Martin Behrend erst im Frontdienst und dann im Generalstab eingesetzt. Seine Entlassung im Januar 1919 erfolgte im Dienstgrad eines Majors.
Sofort nach der Herstellung einigermaßen „normaler“ Bedingungen nahm er seine Lehrtätigkeit in Mannheim wieder auf. In dieser Zeit schrieb er dann die Arbeit „Der Mittellandkanal“, die 1920 veröffentlicht wurde. Da ihm auch die Belange der Hochschule als Bindeglied zur Organisierung des wirtschaftlichen Lebens, zur Orientierung der aus dem Krieg zurückkehrenden Menschen sehr am Herzen lagen veröffentlichte er im Neuen Mannheimer Volksblatt am 31. Oktober 1924 einen Artikel unter der Überschrift „Die Zukunft der Handelshochschule“. Zu diesem Zeitpunkt hatte er bereits das zweite Rektorat, das von 1923 bis 1925 dauerte, angenommen. An der Hochschule organisierte er die Lehrarbeit neu, führte eine neue Prüfungsordnung ein und setzte sich für internationale Aktivitäten des Lehrkörpers, der Forschenden und auch der Studenten ein. Seine durch den Krieg etwas verschütteten Auslandsverbindungen knüpfte er neu und besuchte 1924 mit Studenten Wissenschaftseinrichtungen auf dem Balkan und 1925 führte ihn eine ähnliche Reise nach Großbritannien.
Am 5. August 1926 verstarb Martin Behrend in Mannheim.

## Eigene Arbeiten und Veröffentlichungen
- Die Verstaatlichung von Grund und Boden. Entstehung der einschlägigen Lehren. Heutiger Stand der Bestrebungen. Kritik der Hauptideen (Dissertation), Heidelberg 1981
- Anleitung zur Gründung, Einrichtung und Leitung kaufmännischer Fortbildungsschulen, 1899
- Das Interesse der deutschen Kaufmannschaft an der Fortführung der bewährten Handelspolitik, 1901
- Gründung, Einrichtung und Verwaltung von kaufmännischen Fortbildungsschulen, 1905
- Handelsbräuche im Großhandel und Schiffsverkehr Magdeburg, 1905, Mitautor Georg Gutsche
- Magdeburger Großkaufleute, 1906
- Die Corporation der Kaufmannschaft zu Magdeburg und die Handelskammer. 1976–1906, 1906
- Die finanzielle Behandlung der Binnenwasserstraßen, 1906
- Enquete über die weiblichen Handlungsangestellten Magdeburgs, 1907 (Vortrag) Veranstaltungsreihe der Handelskammer Magdeburg
- Die Handelshochschule in Mannheim, 1910
- Handelskammer in: Wörterbuch des deutschen Staats- und Verwaltungsrechtes, 1911
- Die akademische Vorbildung der volkswirtschaftlichen Beamten, 1913
- Der Mittellandkanal. Wegweiser zu seiner Vollendung, nebst Karten, 1920 (ohne Angabe des Autors erschienen)
- Kraftfahrzeuge in: Handwörterbuch der Staatswissenschaften, 1922
- Die Zukunft der Mannheimer Handelshochschule in: Neues Mannheimer Volksblatt Nr. 296 vom 31. Oktober 1924
- Die Handelshochschule zu Mannheim in den Jahren 1923–1925, 1925